# 度佳镇
度佳镇，是中华人民共和国四川省自贡市荣县下辖的一个乡镇级行政单位。

## 行政区划
度佳镇下辖以下地区：
度佳井社区、杨佳场社区、撞钟坝村、鸭子凼村、果子塘村、李家嘴村、白坡村、芭蕉湾村、高湾村、阴嘴村、胡家巷村、余家湾村和灯坡村。